# Euphorbia ponderosa
Euphorbia ponderosa là một loài thực vật có hoa trong họ Đại kích. Loài này được S.Carter mô tả khoa học đầu tiên năm 1992.